# پیر-هنری رافانل
پیر-هنری رافانل (فرانسوی: Pierre-Henri Raphanel‎؛ زادهٔ ۲۷ مهٔ ۱۹۶۱ در الجزیره) رانندهٔ سابق مسابقات اتومبیل‌رانی اهل فرانسه است که از فصل ۱۹۸۸ تا ۱۹۸۹ در مجموع در هفده گراند پری از مسابقات جهانی فرمول یک شرکت کرد، اما موفق به کسب هیچ امتیازی نشد.